# Rhamphomyia ozernajensis
Rhamphomyia ozernajensis är en tvåvingeart som beskrevs av Frey 1922. Rhamphomyia ozernajensis ingår i släktet Rhamphomyia och familjen dansflugor. Inga underarter finns listade i Catalogue of Life.